# Plan départemental d'élimination des déchets ménagers et assimilés
Le Plan départemental d'élimination des déchets ménagers et assimilés (PDEDMA) est, en France, un document administratif qui vise à organiser la collecte et l'élimination des ordures ménagères et des produits assimilés. 
La loi n°92-646 du 13 juillet 1992 relative à l'élimination des déchets ainsi qu'aux installations classées pour la protection de l'environnement avait prévu que chaque département devait faire l'objet d'un Plan d'élimination des déchets ménagers et assimilés. La loi n°2004-809 du 13 août 2004 relative aux libertés et responsabilités locales a transféré cette compétence de l’Etat au Président du Conseil général.
La loi Notre de 2015 a fusionné un ensemble de plans pour aboutir à un Plan régional de prévention et de gestion des déchets (PRPGD).